# ジェオン・アダム
ジェオン・アダム (英：Jehan Adam) は、15世紀に活躍したフランスの数学者。 彼は、ニコル・ティラートの秘書であったが、ニコル・ティラートはフランス国王ルイ6世の公証人であり、秘書であり、会計監査を務めた人物である。
彼は1475年に、bymillionおよびtrimillionという語を初めて使った文書を発表した。これらは現代に使われる語であるbillion(十億)およびtrillion(一兆)のもととなった。彼のそれらの言葉、bymillionおよびtrimillionはlong scale(参考：西洋の命数法)の値であり、それぞれ1012（一兆)と1018（百京）を示すものであった。これらの語は後に、英語においてshort scale(参考：西洋の命数法)に合わせて再編され、それぞれ109（十億）、および1012（一兆）を示す語となっている。一方で、元々の意味である1012（一兆)と1018（百京）を示す用法はlong scaleを使う国で未だに残っている。
... item noctes que le premier greton dembas vault ung, le second vault [...ここで何語か省略があった様子...] cent, le quart vult mille, le Ve vault dix M, le VIe vault cent M, le VIIe vault Milion, Le VIIIe vault dix Million, Le IXe vault cent Millions, Le Xe vault Mill Millions, Le XIe vault dix mill Millions, Le XIIe vault Cent mil Millions, Le XIIIe vault bymillion, Le XIIIIe vault dix bymillions, Le XVe vault mil bymillions, Le XVIe vault mil bymillions, Le XVIIe vault dix Mil bymillions, Le XVIIIe vault cent mil bymillions, Le XIXe vault trimillion, Le XXe vault dix trimillions ...
和訳
...また小さい順でみて、最初のcounterは一を意味することにも注意しよう。二番目が意味するのは [...] 百、四番目が意味するのは千（one thousand）、五番目は一万（ten thousand）、六番目は十万（one hundred thousand）、七番目は百万（million）、八番目は一千万（ten millions）、九番目は一億（one hundred millions）、十番目は十億（one thousand millions）、十一番目は百億（ten thousand millions）、十二番目は一千億（one hundred thousand million）、十三番目は一兆（a billion）、十四番目は十兆（ten billions）、十五番目は百兆（one hundred [原文には"mil"とあるが、これは明らかな間違い] billions）、十六番目は一千兆（one thousand billions）、十七番目は一京（ten thousand billions）、十八番目は十京（hundred thousand billions）、十九番目は百京（a trimillion）、二十番目は一千京（ten trimillions）...